# Trajectorie
De trajectorie is de route die luchtdeeltjes in de atmosfeer afleggen onder invloed van de wind, in feite trajecten in de atmosfeer, waarlangs lucht en verontreiniging zich verplaatsten. De routes worden berekend met behulp van een trajectoriënmodel. Met computers wordt nauwkeurig uitgerekend welke weg de bewegende lucht door de atmosfeer heeft afgelegd. Die berekeningen kunnen voor iedere plaats op aarde voor verschillende hoogtes in de lucht worden uitgevoerd. 